# ورخنی آلیشتان
ورخنی آلیشتان (انگلیسی: Verkhny Alyshtan) یک شهرک در شهرستان فیودوروفسکی استان باشقیرستان کشور روسیه است.